# Cabozantinib
Le cabozantinib est un inhibiteur de tyrosine kinases à cibles multiples : les récepteurs hepatocyte growth factor receptor (HGFR) ou c-Met (en), le récepteur à activité tyrosine kinase AXL (en) et le récepteur du facteur de croissance de l’endothélium vasculaire VEGFR-2.

## Efficacité
Il est actif dans le cancer médullaire de la thyroïde. 
Il augmente la survie du cancer du rein par rapport à un traitement par évérolimus. Dans les formes graves ou métastatiques, il augmente la durée de rémission, et fait, en particulier, mieux que le sunitinib.
Il prolonge également la durée de rémission des tumeurs neuroendocriniennes. 
Il est également testé dans le cadre d'un traitement contre le cancer de la prostate.

## Aspects commerciaux
Il a été développé par la société Exelixis (en) sous le nom de code XL184. Il est commercialisé par Exelixis aux Etats-Unis, par Takeda au Japon, et par Ipsen hors Etats-Unis et Japon.
Son nom commercial est : 
- Cometriq dans le traitement d'un type de cancer de la thyroïde (AMM octroyée le 21 mars 2014 par la Commission européenne dans l'indication : « traitement du cancer médullaire de la thyroïde (CMT), localement avancé ou métastatique, progressif et non résécable de l’adulte »)[10] ;
- Cabometyx dans le traitement du carcinome rénal (AMM octroyée le 9 septembre 2016 par la Commission européenne dans l'indication : « traitement des patients adultes atteints d’un carcinome rénal avancé après une thérapie ciblée des récepteurs du facteur de croissance de l’endothélium vasculaire (VEGF) »)[11].

Le cabozantinib est considéré comme un médicament orphelin : 
- par la Commission européenne depuis le 6 février 2009 dans le traitement du carcinome médullaire de la thyroïde[12] ;
- par la Food and Drug Administration (FDA) depuis janvier 2011 pour les indications de traitement du carcinome folliculaire, médullaire et anaplasique de la thyroîde, ainsi que le traitement du cancer papillaire de la thyroïde métastatique ou localement avancé[13].